# Jean-Baptiste Larrivé
Jean-Baptiste Larrivé (28. prosince 1864 Lyon – 20. března 1928 tamtéž) byl francouzský sochař.

## Život
Larrivé vystudoval École nationale supérieure des beaux-arts v Paříži. Jako student se zúčastnil soutěže na výzdobu budovy na Avenue Rapp, kterou navrhl architekt Jules Lavirotte. Jeho sádrový model, vysoký něco málo přes 10 dm, v soutěži zvítězil, a realizovali jej pak Sporrer, Firmin-Marcelin Michelet a Alfred-Jean Halou. Budova byla dokončena v roce 1901.
Larrivé se také stal vítězem Římské ceny v oboru sochařství v roce 1904 za kulatou plastiku s názvem Svatý Jan Křtitel modlící se na poušti. V roce 1904 odcestoval do Říma a až do roku 1908 zůstal jako stipendista ve Ville Medici, sídle Francouzské akademie v Římě.
Kolem roku 1925 Larrivé vytvořil sochu svaté Filomény pro výzdobu relikviáře faráře z Arsu v kostele v Ars-sur-Formans.